# Echinothambema argentinensis
Echinothambema argentinensis là một loài chân đều trong họ Echinothambematidae. Loài này được Malyutina, Wägele & Brenke miêu tả khoa học năm 2001.